# Pyroklastischer Dichtestrom

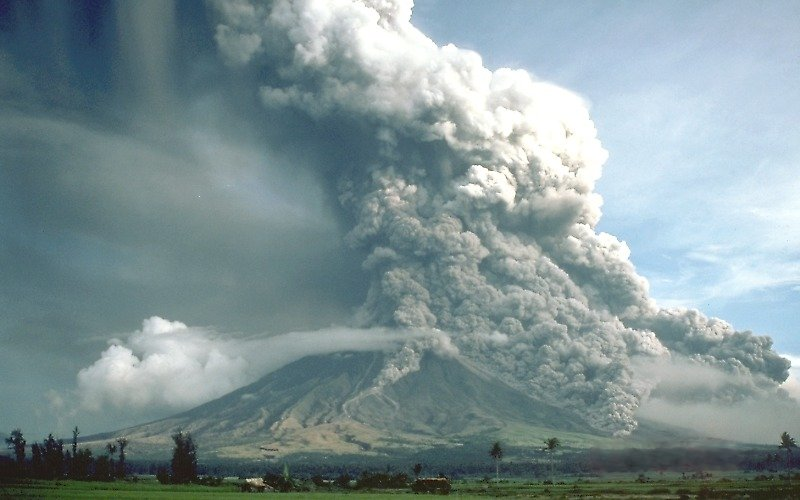
Pyroklastischer Dichtestrom am Vulkan Mayon, Philippinen

Der Begriff pyroklastischer Dichtestrom (engl. pyroclastic density current) wird in der Vulkanologie bzw. der Geologie als Oberbegriff zur Bezeichnung eines Gas-(Flüssigkeits)-Partikel-Gemisches verwendet, das bei der explosiven Eruption eines Vulkans entstehen und durch seine Dichte am Boden fließen kann. Er beinhaltet das gesamte Spektrum von partikelarmen bis partikelreichen Gemischen, heißen und relativ kühlen, z. T. auch wasserhaltigen Strömen, die sich mit relativ geringen oder mit hohen Geschwindigkeiten, turbulent oder über Korn-Korn-Kontakt bewegen. Der Begriff ist umfassender als der ältere und bekanntere, aber auch vieldeutige Begriff pyroklastischer Strom, der nur einen Teil des Phänomens beschreibt und heute meist auch nur in einem stark eingeengten Sinn verwendet wird (pyroklastischer Strom i. e. S.). Beide Begriffe beschreiben einen Transport- und Ablagerungsprozess in der Vulkanologie, nicht die Ablagerung selbst. Pyroklastische Dichteströme können beträchtliche Geschwindigkeiten (bis über 1000 km/h) erreichen und sehr heiß sein (bis etwa 800 °C). Die sog. Glutwolken und Glutlawinen, die in der Menschheitsgeschichte für einige verheerende Katastrophen bei Vulkanausbrüchen verantwortlich sind, sind besondere Formen pyroklastischer Dichteströme.

## Voraussetzungen
Pyroklastische Dichteströme enthalten zu mehr als 75 % Pyroklasten, d. h. juveniles Material aus der Magma, aber auch feines Gesteinsmaterial vulkanischen Ursprungs (lithisches Material oder lithischer Tuff), das beim Ausbruch pulverisiert wurde bzw. beim Abbruch eines Lavadoms durch die innere Reibung in einem Dichtestrom entsteht. Weitere pyroklastische Komponenten sind feine Kristalle (Kristalltuff), Bims und Glasfragmente (vitrisches Material oder vitrischer Tuff). Im Übergangsbereich zu den Surges werden häufig noch die von phreatischen Explosionen erzeugten Dichteströme mit einbezogen, obwohl diese nach der Definition einer phreatischen Explosion nur zertrümmertes "Altgestein" enthalten. Reine phreatische Explosionen ohne Pyroklasten sind jedoch selten bzw. werden in der Regel rasch von phreatomagmatischen Explosionen gefolgt, die dann auch pyroklastisches Material enthalten.

## Geschichte
Die Begriffe für diesen Transport- und Ablagerungsprozess, die Definitionen dieser Begriffe und die weitere Untergliederung differieren in der Literatur z. T. erheblich; bisher gibt es kaum Konsens. In der älteren Literatur wird für diesen Transport- und Ablagerungsprozess sehr häufig der Begriff pyroklastischer Strom verwendet. Dieser wird dabei von manchen Autoren sehr eng gefasst (entspricht hier dem pyroklastischen Strom s. str.), andere Autoren haben ihn dagegen relativ weit ausgelegt (entspricht dann fast dem Begriff pyroklastischer Dichtestrom). Er schließt jedoch in  der weitesten Fassung nicht die "nassen" und niedrigtemperierten pyroklastischen Surges mit ein. In jedem Fall beschreibt dieser Begriff nur Teilaspekte und nicht das gesamte Spektrum der pyroklastischen Dichteströme.
Die Gründe für die sehr unterschiedlichen Auffassungen liegen vor allem darin, dass pyroklastische Dichteströme noch relativ wenig untersucht sind. Die Vorgänge im Inneren eines Stroms (zum Beispiel Dichte, Temperatur, Fließregime) entziehen sich einer direkten Beobachtung. Die Fließgeschwindigkeit kann zum Beispiel mit Hilfe von Fotoserien berechnet werden, sofern Beobachter einer vulkanischen Eruption zur Stelle waren. Das ist bei abgelegenen Vulkanen selten der Fall.

## Definition
Bei der explosiven Eruption eines Vulkans können sich Gas-(Flüssigkeit)-Festpartikel-Gemische bilden, die schwerer als Luft sind. Sie fließen daher meist am Boden entlang, bis ihre kinetische Energie aufgebraucht ist und die Partikel sich sukzessive abgesetzt haben. Die Geschwindigkeit der Ströme, der Wasserdampfgehalt, die Korngröße, das Fliessregime, die Dichte, die chemische Zusammensetzung der Gase und die Temperatur spielen zunächst keine Rolle; maßgeblich ist das Gas-(Flüssigkeits)-Festpartikel-Gemisch, wobei die Festpartikel zu mehr als 75 % aus Pyroklasten bestehen.
In der englischsprachigen Literatur hat sich für diesen Transport- und Ablagerungsprozess der Überbegriff pyroklastischer Dichtestrom (engl. pyroclastic density current) eingebürgert, der das gesamte Spektrum dieses Transport- und Ablagerungsprozesses umfasst (vgl. zum Beispiel). Er schließt explizit auch das "verdünnte" Ende, d. h. ein Gas-(Flüssigkeits)-Partikel-Gemisch mit relativ geringer Partikeldichte (und ev. niedriger Temperatur), aber häufig mit hoher Geschwindigkeit mit ein. In diesem Bereich überschneiden sich die Definitionen von pyroklastischem Dichtestrom und den Surges. Auch am anderen "dichten" Ende der pyroklastischen Dichteströme gibt es einen Übergangsbereich zu den vulkanischen, aber "kalten" Trümmerlawinen (engl. debris avalanches).

## Unterteilung
Pyroklastische Dichteströme werden nach ihren Endgliedern, relativ partikelreichen, hoch konzentrierten Strömen und relativ partikelarmen, niedrig konzentrierten Strömen in
- pyroklastische Ströme i. e. S., relativ partikelreich, hoch-konzentriert
- pyroklastische Surges, relativ partikelarm, niedrig-konzentriert, "nass" und "trocken"

unterteilt. Die Grenzen zwischen beiden Typen von Massentransporten sind allerdings nicht definiert. Während pyroklastische Surges in der Regel weniger als 1 % festes Material enthalten, kann es bei pyroklastischen Strömen einige Zehner % festes Material sein. Die Geschwindigkeit kann bei beiden Typen von Dichteströmen gleich sein (zwischen einigen Zehnermeter pro Sekunde bis zu etwa 300 m/s). Pyroklastische Surges können aber zumindest theoretisch höhere Geschwindigkeiten erreichen als pyroklastische Ströme i. e. S.
In der Literatur wird betont, dass es kein Kontinuum zwischen den Endgliedern gibt; dies wird (auch) als Argument für die Ausscheidung der zwei Klassen vorgebracht. Zwischen den hochkonzentrierten (bzw. dichten) und den niedrigkonzentrierten ("verdünnten") Dichteströmen bestehen neben der Dichte zwei weitere deutliche Unterschiede:
- die Geschwindigkeit fluktuiert bei den niedrigkonzentrierten Strömen stark; sie ist viel konstanter, stetiger bei den hochkonzentrierten Strömen
- bei niedrigkonzentrierten Strömen ist die Turbulenz der Haupttransportmechanismus; bei den hochkonzentrierten die Korn-Korn-Kollision.

Daher werden von den einen Autoren die genannten Unterschiede betont; die anderen Autoren weisen darauf hin, dass pyroklastische Ströme in pyroklastische Surges übergehen können und in Fließablagerungen sehr häufig wechsellagern.

## Entstehung
Pyroklastische Dichteströme entstehen hauptsächlich an Vulkanen, die saure,  kieselsäurehaltige und gasreiche Laven fördern. Die saure Lava ist zähflüssig und kann den Vulkanschlot verstopfen. Dadurch kann sich der Druck im Inneren des Vulkans stark erhöhen und es kann zu einer starken Explosion kommen. Sie sind jedoch nicht auf die Vulkane mit saurer Lava beschränkt, sondern treten auch bei Vulkanen, die basisches Magma fördern, auf. Als eigentliche Ursachen für pyroklastische Dichteströme werden in der Literatur genannt:
- Kollaps einer Eruptionswolke
- direkter Ausbruch aus dem Krater
- Abbruch eines Teils des Lavadoms, Komponenten zerbrechen explosionsartig
- durch den Abbruch einer Trümmerlawine an den Flanken eines Vulkans wird ein Magmareservoir frei gelegt
- seitliche Eruption bei verstopftem Schlot, rasche Dekompression einer zunächst hochkomprimierten Mischung aus Gas und pyroklastischem Material
- Explosion an der Front eines Lavastroms
- Interaktion von aufsteigendem Magma mit hydrothermal veränderten Gesteinen[1]
- Interaktion eines pyroklastischen Stroms mit Wasser kann einen sekundären Dichtestrom auslösen, der eine völlig andere Richtung haben kann als der auslösende Strom.[2]
- phreatomagmatische Explosionen

In aller Regel entstehen durch diese Ereignisse zunächst pyroklastische Ströme i. e. S., die sich häufig rasch verändern. Pyroklastische Surges entstehen vor allem durch seitliche, detonationsähnliche Ausbrüche und durch phreatomagmatische Explosionen.
Die pyroklastischen Surges können Geschwindigkeiten von über 1000 km/h erreichen. Die beobachteten Dichteströme am Mt. St. Helens zum Beispiel hatten zunächst Geschwindigkeiten von etwa 350 km/h, später erhöhten sie sich aber schnell auf etwa 1080 km/h. Zumindest theoretisch sind noch deutlich höhere Geschwindigkeiten möglich.

## Änderung während des Transports
Pyroklastische Dichteströme verändern sich häufig während des Transports, oft schon kurz nach der Entstehung. Sie können sich trennen in eine dichte "Unterwolke" (= pyroklastischer Strom s. str.) und eine weniger dichte "Oberwolke" (pyroklastische Surge). Die Transportrichtung von beiden Strömen kann sich bei Hindernissen trennen. Beim Ausbruch des Mont Pelé folgte der pyroklastische Strom s. str. einem Bachlauf, während die pyroklastische Surge das Tal verließ und die Stadt Saint-Pierre verwüstete.
Durch Aufnahme von Luft kann aus einem Dichtestrom eine sekundäre Konvektionswolke aufsteigen (sog. "Phoenix-Wolke"). Diese Wolke kann durch den Wind verdriftet werden und wiederum pyroklastische Fall-Ablagerungen (meist nur Asche) produzieren ("co-ignimbrite ash-fall deposits").
Pyroklastische Ströme s. str. können sich auch submarin weiter bewegen, da sich rings um den Strom ein Luftpolster bildet. Allerdings ist auch daran zu denken, dass zumindest im flachen Wasser das Wasser verdrängt wird. Kleinere Gewässer wie Seen können nahezu komplett verdampfen und weitere Wasserdampfexplosionen auslösen, wie beim Ausbruch des Mount St. Helens 1980. Pyroklastische Surges bewegen sich, bedingt durch ihre relativ geringe Dichte, oft Zehnerkilometer an der Oberfläche von Wasser.

## Ablagerungen aus pyroklastischen Dichteströmen
Die Ablagerungen aus pyroklastischen Dichteströmen werden ganz allgemein pyroklastische Fließablagerungen genannt. Sie können analog den pyroklastischen Fallablagerungen nach der Korngröße und den Komponenten weiter unterteilt werden. Allerdings kommt bei den pyroklastischen Fließablagerungen der Faktor Temperatur hinzu. Sie können sehr heiß sein, z. T. können sich die Ströme während des Transport weiter aufheizen (Reibung, Verbrennung brennbarer Gase). Die Klasten können bereits während des Transports ganz oder teilweise schmelzen, oder auch erst nach der Ablagerung schmelzen, teilweise schmelzen oder plastisch werden.
Jeder Dichtestrom produziert eine Fließeinheit (flow unit), bei Ausbrüchen erfolgen meist mehrere Dichteströme, die mehrere Fließeinheiten produzieren. Da die Zeit zwischen den einzelnen Dichteströmen sehr unterschiedlich ist, ist auch die Abkühlung der einzelnen Ströme sehr unterschiedlich.

## Gefahren durch pyroklastische Dichteströme
Ein pyroklastischer Dichtestrom zerstört nahezu alles, was auf seinem Weg liegt. Die transportierten Komponenten von Block- bis Aschengröße bewegen sich typischerweise mit Geschwindigkeiten über 80 km/h. Sie werfen nieder, zerschmettern, begraben oder reißen nahezu alle Objekte mit sich, die sich auf ihrem Weg talwärts befinden. Die meist hohen Temperaturen zwischen etwa 200 °C und 700 °C im Strom entzünden alles brennbare Material. Menschen und Tiere an den Rändern der Dichteströme können durch die heißen Gase ersticken oder schwer verbrannt werden.
Pyroklastische Dichteströme folgen meist Tälern oder überfluten niedrig gelegene Gegenden; die Fließreichweite hängt natürlich vom Volumen und der Zusammensetzung bzw. Dichte des Stromes ab. Sie können Täler mit bis zu 200 m mächtigen Ablagerungen zuschütten oder aber niedrig gelegene Gegenden großflächig mit gering mächtigen Ablagerungen im Meterbereich bedecken. Dabei können große Flächen Agrarland zerstört werden. Sind die Ablagerungen kühler als etwa 500 °C (und verschmelzen daher nicht), können diese Lockerablagerungen bei Starkregen zu Laharen führen. Sie können zum Beispiel Flüsse blockieren und zur Aufstauung eines Sees hinter dem Damm führen. Bricht dieser Damm, kann ein Lahar i. w. S.  ausgelöst werden. Heiße pyroklastische Ströme können auch direkt Lahare auslösen bzw. in Lahare transformieren. Dies geschieht durch das Schmelzen von Eis und Schnee auf den Flanken eines Vulkans und anschließender Durchmischung und Erosion weiterer vulkanischer Lockermassen (zum Beispiel 1985 am Nevado del Ruiz, Kolumbien).

## Einige bemerkenswerte pyroklastische Dichteströme der jüngsten Vergangenheit
Vor 6350 Jahren entstand beim Ausbruch des Vulkans Kikai in Japan ein pyroklastischer Dichtestrom, dessen "Oberwolke" eine Meeresfläche von 40 km überquerte und anschließend noch 60 km auf einer benachbarten Insel weiter floss.
Bei der Eruption eines Vulkans im Long Valley im US-Bundesstaat Kalifornien vor 760000 Jahren entstand ein pyroklastischer Dichtestrom, der einen 1000 m hohen Gebirgszug der Sierra Nevada überquerte.

## Anmerkung
1. ↑  Die in der Literatur angegebenen Temperaturen von über 1000 °C scheinen zu hoch gegriffen zu sein. Sehr häufig wird dabei das Beispiel Mont Pelé angeführt. Doch damals stand die Untersuchung der Dichteströme ganz am Anfang und eine genaue Temperaturbestimmung war und ist auch heute noch nicht möglich. Heute werden Temperaturen bis etwa 800 °C genannt; zum Beispiel Pichler und Pichler (2007). Dies schließt aber nicht aus, dass höhere Temperaturen theoretisch möglich sind.